# Доленци (община Демир Хисар)
Вижте пояснителната страница за други значения на Доленци.
До̀ленци (на македонска литературна норма: Доленци) е село в община Демир Хисар, Северна Македония.

## География
Доленци е планинско село в областта долен Демир Хисар, разположено на 720 m надморска височина между ридовете Задел, Кула и Осон, на пътя свързващ Демир Хисар с Кичево, на лявата страна на Църна, в северната част на общината. От Битоля е отдалечено на 45 km, от Кичево 32 km, а от Демир Хисар 17 km. Землището на Доленци е 10,6 km2, от които горите заемат площ от 561,1 ha, обработваемите семи 218,6 ha, а пасищата са 211 ha.
Доленци има четири махали: Горно маало, Средсело, Долно маало и Брезощица. В селото работи училище до 5 отделение. Старата църква е „Успение Богородично“, а новата гробищна църква в селото също е посветена на Света Богородица.

## История
В XIX век Доленци е изцяло българско село в Битолска кааза, нахия Демир Хисар на Османската империя. Според Васил Кънчов в 90-те години Доленци има 45 християнски къщи. Според статистиката му („Македония. Етнография и статистика“) в 1900 година Доленци има 330 жители, всички българи християни.
След Илинденското въстание през лятото на 1904 година цялото село минава под върховенството на Българската екзархия. По данни на секретаря на екзархията Димитър Мишев („La Macédoine et sa Population Chrétienne“) в 1905 година в Доленци има 360 българи екзархисти.
В 1953 година селото има 464 жители. През 1961 година Доленци има 402 жители, които през 1994 година намаляват на 150, а според преброяването от 2002 година селото има 97 жители.

## Личности
Родени в Доленци
- Йон Настов Андрев, български революционер от ВМОРО[8]
- Кузман Николов Наумов, български революционер от ВМОРО[9]
- Кузман Траянов (1885 – ?), български революционер от ВМОРО
- Мицко Стоянов Ангелев, български революционер от ВМОРО[8]
- Никола Стефанов Макариев, български революционер от ВМОРО[9]
- Петър Георгиев (1889 - 1918), с псевдоним Йеромонах Партений, убит от сърбите в Кичевско[10]
- Ристо Дамяновски (1937 - 2021), северномакедонски военен деец
- Сокол Кърлев, български революционер от ВМОРО[11]
- Христо Димитриев Белев, български революционер от ВМОРО[8]
- Цветан Търпевски, български революционер от ВМОРО, войвода на селската чета от Доленци през Илинденско-Преображенското въстание[12]